# دونالد جاي كوهين
دونلد جاي كوهين (5 سبتمبر 1940ـ 2 أكتوبر 2001) كان طبيب نفسي ومحلل نفسي ومدير مركز ييل لدراسة الطفل كما أنه كان البروفيسور الاسترليني للطب النفسي للأطفال، وطب الأطفال وعلم النفس في كلية ييل للطب. وفقاً لصحيفة نيويورك تايمز، قيل عنه أنه كان «معروفاً بعمله العلمي، بما في ذلك المساهمات الأساسية لفهم التوحد ومتلازمة توريت وغيرها من الأمراض، ولقيادته في الجمع بين المنهج البيولوجي والنفسي لفهم الاضطرابات النفسية في مرحلة الطفولة»; عمله «إعادة تشكيل مجال العلاج النفسي للأطفال». كما أنه كان معروفاً أيضاً كمدافع عن السياسات الاجتماعية، والجهود التي بذلها لتعزيز مصالح الأطفال المعرضين للعنف والصدمات النفسية. 
توفي كوهين في نيو هيفن، كونيتيكت، منورم ميلانيني عنبي في 2 أكتوبر، 2001 في سن ال 61؛ كان على قيد الحياة من قبل زوجته، فيليسكوهين، المحلله النفسي فيمركز ييل لدراسة الطفل ‏،  أربعة أطفال، وخمسة أحفاد، شقيقين، وأمه. 

## المهنة

### الطبية
انضم كوهين لكلية ييل للطب في عام 1972. بجانب عددا من باخثين آخرين، كان قد بدأ النظر في المسببات الغير نفسية (العضوية) لمتلازمة توريت (تي اس) بحلول عام 1976. كان كوهين مدير مركز ييل لدراسة الطفل في عام 1983، وهو المنصب الذي شغله حتى وفاته في عام 2001. في عام 2000، تم تسميته البروفيسور الاسترليني للطب النفسي للأطفال، وطب الآطفال وعلم النفس في جامعة ييل. في جامعة ييل، درس التنمية الشخصية، علاج متلازمة توريت، وآثار التوتر على الأطفال في مرحلة النمو، والتفاعل بين العوامل الوراثية والبيئية في الاضطرابات العصبية والنفسية.
وفقاً لمفوض سابق لإدارة الغذاء والدواء، كوهين «نقل طب الأطفال النفسي إلى عصر بيولوجي، لاكنه استمر في التركيز على الجوانب النفسية والاجتماعية التي تؤثر على نمو الطفل». وفقاً لنشرة ييل، قدّم كوهين «المساهمات الرائدة في مجال الطب النفسي البيولوجي والرعاية السريرية وتطوير التعاون الدولي في الطب الأطفال النفسي». كـ «رائد» في التوحد وبحوث متلازمة توريت، اقترح علاج متلازمة توريت الذي «يفتح أفاقاً جديدة لعلاج وفهم المتلازمة». قال زميله أندريس مارتن عن عمله مع اضطرابات التوحد «كان جزءا كبيرا منه مكرس لفهم والاستماع إلي هؤلاد الأفراد نفسهم الذين قد قيل عنهم انهم غير قادرين علي التواصل بشكل مفيد ولمتابعة سلسلة من حوادث تواصلهم الاجتماعي إلى أعمق أساسهم».
في جامعة ييل، كوهين ساعد في نشأه مجموعة العمل الدولية المعنية للأطفال والحرب، وبرنامج شرطة جماعة ييل نيو هفن الإنمائية للأطفال، لتدريب أول المستجدين لمساعدة الأطفال المعرضين للعنف والصدمات النفسية؛ تم تدريب الشرطة لاستدعاء المهنيين في مركز ييل لدراسة الطفل في حالات العنف أو الصدمات التي تصيب الأطفال. قال مارتن، «كرّس العديد من مهنته اللاحقة لتلبية احتياجات الصحة النفسية للأطفال في الدول الفقيرة والتي مزقتها الحرب».

### التعيينات
أصبح كوهين نائب رئيس الرابطة العالمية للأطفال والمراهقين في الطب النفسي والمهن ‏ (IACAPAP) في عام 1986، وكان الرئيس من 1992-1998،[5] حيث عزز عمله «التعاون العالمي في مجال البحوث والرعاية السريرية».[2] ووفقا لنشرة ييل، انه يشعر بالفخر لعمله في المساعدة على تعزيز العلاج النفسي للأطفال في غزة وفي إنشاء رابطة الشرق الأوسط للأطفال والمراهقين في الطب النفسي والمهن (EMACAPAP)، وشغل منصب الرئاسة للجنة العلمية العالمية.[2] وشغل منصب نائب رئيس مجلس محافظي جامعة ييل،[2] وكان المحلل فيمعهد نيو انغلاند الغربيه للتحليل النفسي ‏، وكان عضوا فيالمنشأة الطبيه الأكادمية للعلوم.[1] وشغل منصب رئيس إضافي مع معهد صحة الطفل والتنمية، والرئيس الدولي لمؤسسة هاتف أزورو في إيطاليا، ومستشفى شنايدر للأطفال في إسرائيل.[2] وكان عضوا في هيئات التحرير في الولايات المتحدة الأمريكية وكذلك في فرنسا وإسرائيل وبريطانيا العظمى. [2]

### إنجازات أخرى
كان معروفا كوهين أيضا بأنه "بنّاء المؤسسات”;[2] كان له الفضل في تحويل ثلاثة مبان في جامعة ييل للمساعدة في إعطاء الأهمية لمركز ييل لدراسة الطفل (الطب النفسي في خدمة الأطفال المرضى الداخليين، وحدة تنمية الطفل هاريس-بروفانس، ومبنى نيلسون وإيرفينغ هاريس)، والحصول على "مواقع بارزة ومركزية في المدرسة الطبية لكل من هذه المباني الثلاث”.[5] كما ساعد في جلب مطابخ كوشير للجامعة.[5]

## المنشورات
كوهين ألف وشارك في تأليف أكثر من 300 مقالة مهنية و 159 فصول في الكتب، بما في ذلك أمراضالاضطرابات النمائية وأمراضاضطرابات التشنج”;[3] وتشمل كتبه:
- كتيب للتوحد واضطرابات النمو المتفشي، تشخيص والتنمية، بيولوجيا الأعصاب، والسلوك (حجم 1)، ISBN 978-0-471-71696-9
- متلازمة توريت - التشنجات اللاإرادية، هواجس، الإلزام: التنموية علم النفس المرضي والعناية السريرية، ISBN 978-0-471-11375-1
- متلازمة توريت والتشنج اضطرابات: الفهم السريري للعلاج، ISBN 978-0-471-62924-5
- الحياة هي مع الآخرين: كتابات مختارة للطب النفسي للأطفال، ISBN 0-300-11466-4
- دليل مركز ييل لدراسة الطفل لفهم طفلك: التنمية الصحية من الميلاد إلى سن المراهقة، ISBN

978-0316794329 ألهم إنتاج “الكتاب إسرائيلي الأول للعلاج النفسي للأطفال في العبرية، وهو أول كتاب حديث عن العلاج النفسي للأطفال في الصين وأيضًا يُعد الكتاب الجديد عن العلاج النفسي للأطفال في كوريا الجنوبية". [2]

## الإرث
قال زملاء كوهين «خلط روحانية عميقة مع فهم واسع من العلم والعمل السريري»؛ وصفه صديقه جو ليبرمان بأنه شخص «فعل المزيد في أعوامه 61 لبلده من أي شخص آخر يمكن أن يأمل بتحقيقه في العمر.. مهني حقيقي، وراعي وصديق للآلاف من الناس الذين كان من حسن حظهم معرفته» وهو الشخص الذي«كرس حياته لمساعدة الأطفال والمراهقين.. العمل بلا كلل من أجل تطوير وتعزيز برامج لمساعدة الأطفال». كان قد وصف بأنه «إنساني، مع رحمة هائلة ونظرة ثاقبة لمرضاه». قال الزميل جيمس اف ليكمان ‏، «أنه عزز تطوير الجيل القادم من أطباء الأطفال النفسيين الأكادميين من العديد من البلدان، في أوروبا، كوريا، الصين، فضلاً عن إسرائيل (فلسطين المحتلة)»، ووصفه بأنه «ملتزم بتوثيق العلاقات بين إسرائيل وفلسطن من خلال الاتصالات والزيارات مع مختلف الأطباء النفسيين وعلماء النفس، ووكالات الخدمات الاجتماعية النشيطة في غزة والضفة الغربية».
وفقاً لـليكمان وزميله جوزيف ال ولستون، «قدرة كوهين على إراحة الأطفال والكبار» كان «مجرد سحري»؛ قال ليكمان عن كوهين، «لتكون طبيب أطفال نفساني جيد، عليك أن تكون طفلا بقلبك، ودونالد كان دائما على استعداد ليكون بالأسفل على الأرض مع الأطفال» لكنه كان أيضاً معروفاً بإشراكه الآباء والأمهات؛ وفقاً لشبكة الصدمة الوطنية للطفل:
بغض النظر عن المرض الذي كان يدرسه، الدكتور كوهين كان يُشرك الآباء لدرجة لم يسبق لها مثيل. كما أنه أخذ بنصائحهم في تصميم دراسته وشارك معهم أوراقه قبل تقديمها للنشر. دعا هذا المنهج، «البحوث التشاركية»، وأُسر الأطفال أحبوه لذلك.

وفقاً لجو ليبرمان:
أنا علمت مؤخراً من زميلي، عضو مجلس الشيوخ دود، أن الدكتور كوهين كان أول شخص قد اقترح برنامج التأمين الصحي الخاص بالأطفال الذي أصبح في نهاية المطاف برنامج التأمين الصحي للأطفال. اليوم، هذا البرنامج في جميع أنحاء الأمة يوفر الرعاية الصحية لملايين الأطفال الذين كانت ستذهب دون الرعاية الأساسية التي يحتاجون إليها لينمو بصورة صحية ومزدهرة.

### التميزات
في عام 2001، تم تأسيس مؤسسة دونالد ج كوهن الوطنية للقلق الناتج عن الصدمة النفسية للطفل «لتحسين فرص الحصول على الرعاية والعلاج والخدمات المقدمة للأطفال والمراهقين الذين يتعرضون لأحداث صادمة وتشجيع وتعزيز التعاون بين مقدمي الخدمات في هذا المجال». [3 ] وكانتموؤسسة القلق مشروع قانون السناتور جو ليبرمان، تم الموافقة عليها من قبل مجلسي الكونجرس الأمريكي لتعديل قانون دائرة الصحة العامة على الاعتراف بمساهمة كوهين لضحايا الإجهاد المرتبطة بالعنف.[8]
في عام 2002،[5] مركز دونالد كوهين وايرفينغ للتدخل في الصّدمات والكوارث تم تسميته ي جامعة تل أبيب تكريمًا لمساهامات كوهن.[1][2]
وقد اعترف بعمل كوهين من قبل اللجنة الوطنية للطفولة والجمعية الأمريكية للطب النفسي (APA)؛ حصل على جائزة ستريكر من معهد مستشفى بنسلفانيا[8] وجائزة ماك غافين أغنيس بورسيل للوقاية من APA.[9]
برامج أخرى أنشئت تكريما له وتشمل:
- زمالة دونالد كوهين في علم الأعصاب التنموي بجامعة إيموري.[10]
- زمالة دونالد كوهين من الجمعية الدولية للطب النفسي للأطفال والمراهقين والمهن.[11]
- برنامج دونالد كوهين الطبي لتدريب طلاب الطب في مركز ولاية فيرمونت للأطفال والشباب والأسر.[12]